# Лоуфорд, Питер
Питер Сидней Эрнест Эйлен (англ. Peter Sydney Ernest Aylen), более известный как Питер Лоуфорд (англ. Peter Lawford, 7 сентября 1923, Лондон, Великобритания — 24 декабря 1984, Лос-Анджелес, США) — британо-американский актёр, изгнанный участник Крысиной стаи, зять президента США Джона Кеннеди.

## Ранние годы
Родился в Лондоне в 1923 году и был единственным ребёнком в семье генерал-лейтенанта сэра Сиднея Тьюринга Лоуфорда и Мэй Эйлен. На момент его рождения оба его родителя состояли каждый в отдельном браке: оформив разводы, они поженились только в 1924 году, когда мальчику исполнился год. Из-за семейных размолвок вскоре его семья перебралась во Францию, а затем — в США. Частая смена жительства явилась причиной того, что Питер так и не получил формального образования. Его обучением занимались гувернантки и специально нанятые домашние учителя. В 14-летнем возрасте Лоуфорд получил серьёзную травму руки, что в итоге определило его будущее: ему пришлось отказаться от военной карьеры, как того хотели его родители, и в итоге ступить на актёрский путь.

## Карьера
На протяжении многих лет Лоуфорд сотрудничал с киностудией Metro-Goldwyn-Mayer. Он дебютировал в кино ещё в семилетнем возрасте в картине «Старый бедный Билл» (1931). Его первой крупной работой стала роль в ленте 1942 года «Янки в Итоне», после которой он смог обратить на себя внимание публики. Вслед за этим последовали работы в таких фильмах, как «Белые скалы Дувра» (1944), «Портрет Дориана Грея» (1945) и «Сын Лесси» (1945). Вместе с Фрэнком Синатрой Лоуфорд исполнил одну из главных ролей в мюзикле 1947 года «Это произошло в Бруклине».
Его первой работой после разрыва с Metro-Goldwyn-Mayer стала роль в комедии «Это должно случиться с вами» (1954). В 1959 по приглашению Синатры он стал полноправным членом известной команды Крысиная стая, а в 1960 году вместе с остальными её участниками сыграл в криминальной комедии «Одиннадцать друзей Оушена». Лоуфорд выступил продюсером ряда фильмов 1960-х годов. Также он снимался в сериалах: «Альфред Хичкок представляет», «Моя жена меня приворожила», «Лодка любви» и других.

## Личная жизнь
Лоуфорд был четырежды женат. Его первой супругой была Патриция Кеннеди (1954—1966), сестра Джона Кеннеди. У семейной пары было четверо детей. Также он состоял в браке с Мэри Роуэн (1971—1975), Деборой Гулд (1976—1977) и Патрицией Ситон. На последней актёр женился в июле 1984 — всего за несколько месяцев до своей смерти.

## Болезнь и смерть
Питер Лоуфорд тяжело пострадал от психологического стресса после убийства президента Кеннеди в 1963 году. Лоуфорд долгое время безуспешно лечился от алкоголизма и наркозависимости. Зависимость Лоуфорда от наркотиков прогрессировала и вызвала такие тяжелые осложнения, как почечная недостаточность, сердечная недостаточность и цирроз печени. Лоуфорд умер на 62 году жизни в госпитале Седарс-Синайский медицинский центр в Лос-Анжелесе. Похоронен в Вествуде на западе Лос Анжелеса.

## Избранная фильмография

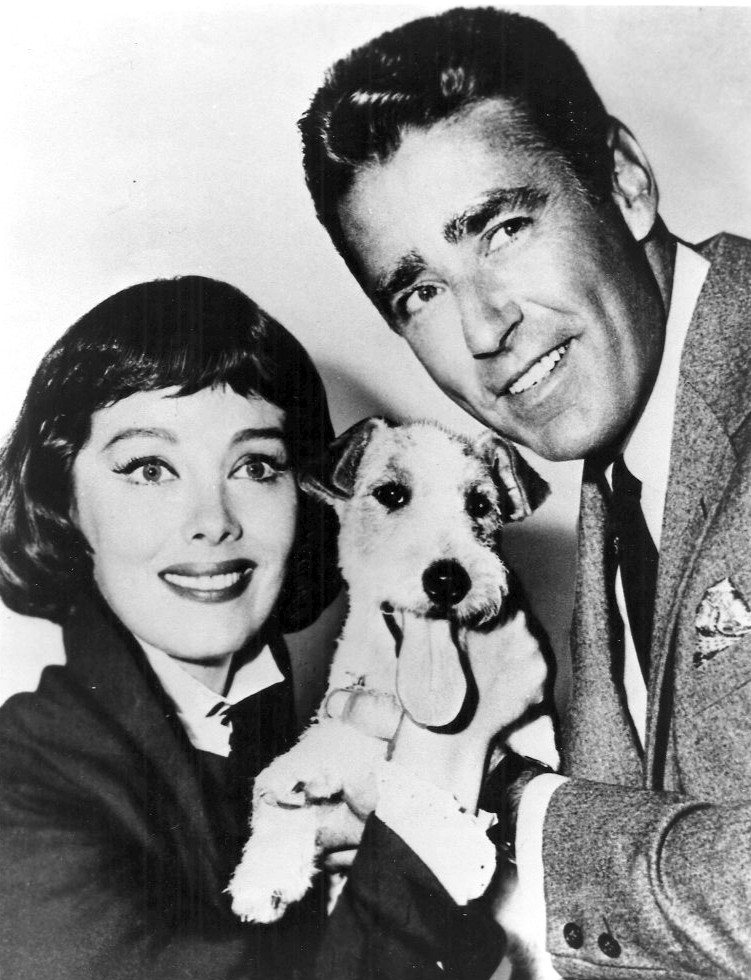
С Филлис Кирк в сериале «Тонкий человек (телесериал)» (1957)

| Год       |   | Русское название                              | Оригинальное название                    | Роль                  |
| --------- | - | --------------------------------------------- | ---------------------------------------- | --------------------- |
| 1930      | ф | Старый бедный Билл                            | Poor Old Bill                            | Хорас                 |
| 1942      | ф | Янки в Итоне                                  | A Yank at Eton                           | Ронни Кенвил          |
| 1943      | ф | Вне подозрений                                | Above Suspicion                          | Студент               |
| 1944      | ф | Белые скалы Дувра (фильм)                     | The White Cliffs of Dover                | Молодой Джон Эшвуд II |
| 1944      | ф | Мисс Паркингтон                               | Mrs. Parkington                          | Лорд Торнли           |
| 1945      | ф | Портрет Дориана Грея                          | The Picture of Dorian Gray               | Дэвид Стоун           |
| 1945      | ф | Сын Лесси                                     | Son of Lassie                            | Джо Кэррэклоу         |
| 1946      | ф | Клуни Браун                                   | Cluny Brown                              | Эндрю Кармел          |
| 1947      | ф | Мой брат разговаривает с лошадьми             | My Brother Talks to Horses               | Джон Перноуз          |
| 1947      | ф | Это произошло в Бруклине                      | It Happened in Brooklyn                  | Джейми Шеллгроув      |
| 1948      | ф | Пасхальный парад                              | Easter Parade                            | Джонатан Харроу III   |
| 1949      | ф | Маленькие женщины                             | Little Women                             | Теодор «Лори» Лоренс  |
| 1949      | ф | Красный Дунай                                 | The Red Danube                           | майор МакФимистер     |
| 1951      | ф | Королевская свадьба                           | Royal Wedding                            | Лорд Джон Блиндейл    |
| 1954      | ф | Это должно случиться с вами                   | It Should Happen to You                  | Эван Адамс III        |
| 1955—1962 | с | Альфред Хичкок представляет                   | Alfred Hitchcock Presents                | Чарли Рэймонд         |
| 1959      | ф | Никогда не было так мало                      | Never So Few                             | Грей Трэвис           |
| 1960      | ф | Исход                                         | Exodus                                   | Майор Колдуэлл        |
| 1960      | ф | Одиннадцать друзей Оушена                     | Ocean's 11                               | Джимми Фостер         |
| 1962      | ф | Самый длинный день                            | The Longest Day                          | Лорд Ловат            |
| 1964—1972 | с | Моя жена меня приворожила                     | Bewitched                                | Харрисон Вулкотт      |
| 1966      | ф | Оскар                                         | The Oscar                                | Стив Маркс            |
| 1968      | ф | Соль и перец                                  | Salt and Pepper                          | Кристофер Пеппер      |
| 1975      | ф | Розовый бутон                                 | Rosebud                                  | Лорд Картер           |
| 1976      | ф | Вон Тон Тон — собака, которая спасла Голливуд | Won Ton Ton: The Dog Who Saved Hollywood | исполнитель буффонады |